# Smalblombock
Smalblombock (Alosterna tabacicolor) är en skalbagge i familjen långhorningar. Den är 6 till 10 millimeter lång. 